# Takarazuka
Takarazuka (宝塚市 Takarazuka-shi?) es una ciudad japonesa de la prefectura de Hyōgo. Se ubicada al sur del monte Nakayama y al este del Iwakura, en el centro corre el río Muko (武庫川) . Su área es de 101,89 km² y su población estimada para 2014 es de 228 213 habitantes. La ciudad fue fundada el 1 de abril de 1954 cuando los pueblos Takarazuka y Yoshimoto se fusionaron en una sola entidad, en 2003 se niveló a ciudad especial.

## Ciudades hermanadas
- Augusta, Georgia, Estados Unidos.
- Melville, Australia Occidental, Australia.
- Alsergrund, Viena, Austria.